# Manuel Arteaga
Manuel Alejandro Arteaga Rubianes, couramment appelé Manuel Arteaga, né le 17 juin 1994 à Maracaibo (Venezuela), est un footballeur international vénézuélien jouant au poste d'attaquant.

## Biographie

### Parcours professionnel en club

#### Débuts au Venezuela
Arteaga commence sa carrière au Zulia FC où il fait ses débuts professionnels le 15 août 2010 à l'occasion d'une victoire 4-1 contre Atlético El Vigía. Son premier but intervient face au Deportivo Petare, le 20 février 2011, après être entré en cours de jeu (69e minute), inscrivant ainsi le but de la victoire à la 85e minute. Durant les mois qui suivent, Arteaga récidive pour donner d'importants avantages à son équipe.
En janvier 2011, il est mis à l'essai par le club anglais de Liverpool mais aucun contrat ne lui est proposé. Quelques mois plus tard, en mai, c'est au tour de la Fiorentina de le mettre à l'essai mais son contrat expire et il est contraint de rentrer dans son pays natal.
Le 31 août 2012, Arteaga signe au Parme FC sous forme de prêt pour l'ensemble de la saison. Malgré l'intérêt porté sur le joueur, celui-ci ne participe à aucune rencontre avec l'équipe première, restant quelques fois sur le banc. Durant la saison, il joue diverses rencontres en équipe de jeunes en Campionato Primavera.

#### Suite de carrière en Europe
Malgré l'échec de son prêt au FC Parme en 2012-2013, Manuel Arteaga semble être de nouveau prêté en Europe, en direction de l'AC Arles-Avignon qui évolue en Ligue 2, pour la saison 2013-2014. Ainsi, les médias vénézuéliens évoquent son prêt avec option d'achat, ainsi que le transfert de son coéquipier Robert Hernández. Quelques jours plus tard, ce sont les médias français qui parlent de ce double transfert. Pourtant, le 7 juillet, le Paris FC annonce la signature du joueur de manière officielle alors que l'AC Arles-Avignon n'a toujours pas communiqué sur le sujet. Une quinzaine de jours plus tard, on apprend que Manuel Arteaga n'est pas conservé par le club parisien.

### Parcours en sélection
Manuel a évolué en sélection des moins de 15 ans du Venezuela en 2009. Le 13 mars 2011, Arteaga inscrit deux buts contre l'équipe des moins de 17 ans du Brésil dans le cadre du championnat CONMEBOL des moins de 17 ans avec la sélection des moins de 17 ans du Venezuela.
Il fait ses débuts en équipe première en tant que remplaçant le 7 août 2011 contre le Salvador, la rencontre se soldant par une défaite 2-1.

## Statistiques
| Saison                | Club                  | Championnat                | Championnat | Championnat | Coupe nationale | Coupe nationale | Coupe de la Ligue | Coupe de la Ligue | Compétition(s) continentale(s) | Compétition(s) continentale(s) | Compétition(s) continentale(s) | Venezuela | Venezuela | Total | Total |
| Saison                | Club                  | Division                   | M.          | B.          | M.              | B.              | M.                | B.                | Comp.                          | M.                             | B.                             | M.        | B.        | M.    | B.    |
| 2010-2011             | Zulia FC              | Primera División           | 7           | 1           | -               | -               | -                 | -                 | -                              | -                              | -                              | -         | -         | 7     | 1     |
| 2011-2012             | Zulia FC              | Primera División           | 16          | 4           | 2               | 0               | -                 | -                 | -                              | -                              | -                              | 1         | 0         | 19    | 4     |
| 2012-2013             | Zulia FC              | Primera División           | 1           | 0           | -               | -               | -                 | -                 | -                              | -                              | -                              | -         | -         | 1     | 0     |
| 2012-2013             | Parme FC (prêt)       | Serie A                    | 0           | 0           | 0               | 0               | -                 | -                 | -                              | -                              | -                              | -         | -         | 0     | 0     |
| 2013-2014             | Zulia FC              | Primera División           | 16          | 5           | -               | -               | -                 | -                 | -                              | -                              | -                              | -         | -         | 16    | 5     |
| Sous-total            | Sous-total            | Sous-total                 | 40          | 10          | 2               | 0               | 0                 | 0                 | -                              | 0                              | 0                              | 1         | 0         | 43    | 10    |
| 2013-2014             | Deportivo Anzoátegui  | Primera División           | 9           | 4           | -               | -               | -                 | -                 | CL                             | 2                              | 1                              | -         | -         | 11    | 5     |
| 2014-2015             | Deportivo Anzoátegui  | Primera División           | 10          | 1           | 2               | 0               | -                 | -                 | CS                             | 2                              | 1                              | -         | -         | 14    | 2     |
| Sous-total            | Sous-total            | Sous-total                 | 19          | 5           | 2               | 0               | 0                 | 0                 | -                              | 4                              | 2                              | 0         | 0         | 25    | 7     |
| 2015                  | Zulia FC              | Primera División           | 17          | 6           | -               | -               | -                 | -                 | -                              | -                              | -                              | 2         | 0         | 19    | 6     |
| 2016                  | Zulia FC              | Primera División           | 21          | 17          | -               | -               | -                 | -                 | -                              | -                              | -                              | -         | -         | 21    | 17    |
| Sous-total            | Sous-total            | Sous-total                 | 38          | 23          | 0               | 0               | 0                 | 0                 | -                              | 0                              | 0                              | 2         | 0         | 40    | 23    |
| 2015-2016             | US Palerme            | Serie A                    | 0           | 0           | 0               | 0               | -                 | -                 | -                              | -                              | -                              | -         | -         | 0     | 0     |
| 2015-2016             | Hajduk Split          | Prva Liga                  | 2           | 0           | -               | -               | -                 | -                 | -                              | -                              | -                              | -         | -         | 2     | 0     |
| 2016-2017             | The Strongest La Paz  | Liga de Fútbol Profesional | 11          | 1           | 0               | 0               | -                 | -                 | -                              | -                              | -                              | -         | -         | 11    | 1     |
| 2016-2017             | RFC Seraing           | Division 1 Amateur         | 6           | 1           | 0               | 0               | -                 | -                 | -                              | -                              | -                              | -         | -         | 6     | 1     |
| 2017                  | Deportivo La Guaira   | Primera División           | 16          | 7           | 2               | 1               | -                 | -                 | -                              | -                              | -                              | -         | -         | 18    | 8     |
| 2018                  | Deportivo La Guaira   | Primera División           | 17          | 8           | 0               | 0               | -                 | -                 | -                              | -                              | -                              | -         | -         | 17    | 8     |
| Sous-total            | Sous-total            | Sous-total                 | 33          | 15          | 2               | 1               | 0                 | 0                 | -                              | 0                              | 0                              | 0         | 0         | 35    | 16    |
| 2018-2019             | FC Arouca             | Ledman LigaPro             | 18          | 1           | 2               | 0               | -                 | -                 | -                              | -                              | -                              | -         | -         | 20    | 1     |
| 2019                  | Zamora FC             | Primera División           | 16          | 9           | 9               | 5               | -                 | -                 | -                              | -                              | -                              | -         | -         | 25    | 14    |
| 2020                  | Zamora FC             | Primera División           | 13          | 3           | 0               | 0               | -                 | -                 | CS                             | 2                              | 0                              | -         | -         | 15    | 3     |
| Sous-total            | Sous-total            | Sous-total                 | 29          | 12          | 9               | 5               | 0                 | 0                 | -                              | 2                              | 0                              | 0         | 0         | 40    | 17    |
| 2021                  | Eleven d'Indy         | USLC                       | 32          | 10          | -               | -               | -                 | -                 | -                              | -                              | -                              | -         | -         | 32    | 10    |
| 2022                  | Eleven d'Indy         | USLC                       | 21          | 5           | 0               | 0               | -                 | -                 | -                              | -                              | -                              | -         | -         | 21    | 5     |
| Sous-total            | Sous-total            | Sous-total                 | 53          | 15          | 0               | 0               | -                 | -                 | -                              | -                              | -                              | -         | -         | 53    | 15    |
| 2023                  | Rising de Phoenix     | USLC                       | 16          | 9           | 1               | 0               | -                 | -                 | -                              | -                              | -                              | -         | -         | 17    | 9     |
| Total sur la carrière | Total sur la carrière | Total sur la carrière      | 265         | 92          | 18              | 6               | 0                 | 0                 | -                              | 6                              | 2                              | 3         | 0         | 292   | 100   |